# Atractia vivax
Atractia vivax är en tvåvingeart som beskrevs av Hermann 1912. Atractia vivax ingår i släktet Atractia och familjen rovflugor.
Artens utbredningsområde är Peru. Inga underarter finns listade i Catalogue of Life.